# Pokémon Presents
Pokémon Presents（ポケモンプレゼンツ）は株式会社ポケモンがインターネット上で配信している映像コンテンツ。ポケットモンスターのメディアミックスの展開に関する情報の発表を行っている。

## 概要
プレゼンターとして石原恒和を始めとした株式会社ポケモンや関連会社の人物が出演し、紹介する形式となっている。

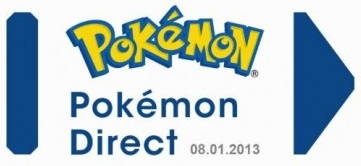
「Pokémon Direct」のロゴ

2020年6月の初回開催以前は任天堂によって配信されている「Nintendo Direct」やその派生である「Pokémon Direct」などの番組や株式会社ポケモンによって不定期に開催されていた事業戦略発表会で情報が配信されていた。

## 開催実績
ポケモンの最初のゲームソフトである『ポケットモンスター 赤・緑』の発売された2月27日を「Pokémon Day」に制定しており、日本記念日協会の認定を受けている。2021年以降は毎年同日に必ず開催されている。
| 年     | 月  | 名称および開催日           | 配信地域                           | 備考   |
| ------ | --- | -------------------------- | ---------------------------------- | ------ |
| 2020年 | 6月 | Pokémon Presents 2020.6.17 | 日本/北米/欧州/豪州/韓国/香港/台湾 | [ 1 ]  |
| 2020年 | 6月 | Pokémon Presents 2020.6.24 | 日本/北米/欧州/豪州/韓国/香港/台湾 | [ 2 ]  |
| 2021年 | 2月 | Pokémon Presents 2021.2.27 | 日本/北米/欧州/豪州/韓国/香港/台湾 | [ 3 ]  |
| 2021年 | 8月 | Pokémon Presents 2021.8.18 | 日本/北米/欧州/豪州/韓国/香港/台湾 | [ 4 ]  |
| 2022年 | 2月 | Pokémon Presents 2022.2.27 | 日本/北米/欧州/豪州                | [ 5 ]  |
| 2022年 | 8月 | Pokémon Presents 2022.8.3  | 日本/北米/欧州/豪州                | [ 6 ]  |
| 2023年 | 2月 | Pokémon Presents 2023.2.27 | 日本/北米/欧州/豪州                | [ 7 ]  |
| 2023年 | 8月 | Pokémon Presents 2023.8.8  | 日本/北米/欧州/豪州                | [ 8 ]  |
| 2024年 | 2月 | Pokémon Presents 2024.2.27 | 日本/北米/欧州/豪州                | [ 9 ]  |
| 2025年 | 2月 | Pokémon Presents 2025.2.27 | 日本/北米/欧州/豪州                | [ 10 ] |